# Claudia Puyó
Claudia Puyó (Buenos Aires, Argentina, 7 de junio de 1959) es una cantante argentina de blues. Es una de las figuras femeninas más reconocidas del rock argentino. Ha grabado coros y participó en giras de Ollie Halsall, Alejandro Medina, Lito Vitale, Claudio Gabis y Fito Páez, en donde cantó en El amor después del amor.

## Biografía

### Primeros años
Claudia Puyó nació el 7 de junio de 1959 en la Ciudad de Buenos Aires. A los cinco años su padre le hacía escuchar música clásica y le pedía distinguir los diferentes compositores. A esa edad ya era capaz de cantar el Oratorio de Navidad de Johann Sebastian Bach.

### Comienzos de su carrera
A los quince años de edad, forma el grupo Ana Gris, con Aníbal Forcada y Claudio Tripputi. A mediados de los años 1970 se integró a otros grupos como Trigémino, con Jorge Minissale, Marco Pusineri, Juan «Pollo» Raffo y Eduardo Rodevielo. En los 1980, viajó a Brasil con Tripputi recorriendo el ambiente underground y grabó el doblaje al castellano de Vida y Muerte Severina, un cortometraje de Chico Buarque. De regreso a Buenos Aires, decidió explotar aún más su voz, realizando coros para Pedro y Pablo, Alejandro Lerner, Suéter, David Lebon, Miguel Cantilo y Punch.
Editó su primer álbum en 1985, Del Oeste con canciones de varios autores y cuatro piezas de su autoría. Pese a llegar a ser muy difundida su canción «Creo que tengo que decirte algo», el álbum duró dos semanas en venta puesto que la distribuidora quebró.
Participó en el Festival B.A. Rock, además de aparecer en el LP doble de aquel concierto y de participar en las ediciones de 1983, 1984 y 1986 del festival La Falda.

### Colaboraciones
Siguió colaborando con diversos artísticas de su rubro, haciendo los coros del primer álbum debut de Suéter, también fue invitada en «Siempre estaré» de David Lebón y junto a Laura Hutton hizo coros en Gulp!, primer trabajo de Patricio Rey y sus Redonditos de Ricota. Años después formó el grupo Los Románticos de Artane con el exredondo Tito Fargo, luego de la grabación de Gulp!. En 1987 grabó En vivo La Torre con Patricia Sosa.
En 1988, grabó Aparato para sordos. En Madrid, fue invitada a grabar en Rey Lui, Montana, Desperados y Lucrecia, además tuvo una breve incursión en la televisión española, al participar del programa Pero, ¿esto qué es?. A comienzos de los años 90 Puyó se integró a la banda de Kevin Ayers, junto al guitarrista británico Ollie Halsall, con quienes realizó una gira por ciudades europeas de Francia, Alemania y Bélgica, finalizando con dos shows en Londres. A mediados de los 90, más precisamente en 1995 participa como voz principal en coros, en la grabación del disco homónimo de la banda Alambre y la Doble Nelson.
En su retorno a Argentina cantó como invitada en el álbum Sino de Mercedes Sosa en 1992. También participó en El amor después del amor de Fito Páez. Claudia tocó con Fito para presentar el álbum durante "La Rueda Mágica Tour" por Latinoamérica, Europa y Estados Unidos, incluyendo actuaciones en el Montreauz Jazz Festival. Colaboró con el primer álbum de Los Tipitos, editado en 1997.

### Retorno a su carrera solista
En 1994 grabó su segundo álbum solista, llamado Cuando te vi partir, distribuido por el sello Polygram Discos y por Polygram Latin USA para el mercado estadounidense. En el citado año se le entrega el Premio ACE (Asociación Cronista de Espectáculos) en la categoría Mejor Disco de Rock Nacional Solista Femenina. Vuelve a grabar para Fito Páez la placa Circo Beat, además de trabajar con Claudio Gabis en Convocatoria y Hoy no es ayer con Alejandro Medina. La Fundación Konex la condecoró con el diploma Premios Konex 1995 Música Popular, además de encontrarse dentro de las cien figuras destacadas de la década en la categoría de "Cantante Femenina de Rock". Fue invitada en Sol en cinco con Fabiana Cantilo. En 1996 participa en The Second Cairo International Song Festival, en El Cairo, Egipto, en representación de la Argentina. Entre 1997 y 1998 grabó como invitada en numerosos álbumes como Abriendo fronteras de Peteco Carabajal, Enemigos íntimos de Joaquín Sabina con Fito Páez, ¿De qué se ríen? de Fabiana Cantilo, Isla del Tesoro de Liliana Herrero, además de comenzar a concurrir el underground porteño, tocando sus temas con Dardo Pilo Ruiz Díaz, Facundo López Burgos, Daniel Colombres, Guillermo Arrom, Beto Fernández, Ariel Leira, Cecilia Coquenioux y Florencia Begue.
En 1999, volvió con Claudio Tripputti y Aníbal Forcada para volver a formar Ana Gris, realizando conciertos en Buenos Aires con esa formación. En ese mismo año comenzó la grabación de los demos para La razón y la tempestad con Daniel Colombres, Guillermo Arrom, Gringui Herrera y Dardo Pilo Ruiz Diaz en el estudio Circo Beat de Fito Páez. Durante los primeros años del nuevo milenio toca en el underground porteño junto a Facundo López Burgos y Dardo Pilo Ruiz Díaz, además de cantar con Fito Páez en el Gran Rex como parte de la presentación de Abre, luego hizo presentaciones con Fito y Fabián Gallardo en Rosario.
Del 2001 al 2002 trabajó en su disco La Razón y la Tempestad; compuso temas con Facundo López Burgos y Ariel Leira. Grabó en el estudio Circo Beat con Daniel Colombres, Gringui Herrera, Facundo López Burgos, Gustavo Donés, Ricardo Maril y Dardo Ruiz Díaz. En el disco participaron Fito Paez, Mariana Baraj, Tito Fargo, Chango Farías Gómez, Fernando «Pepi» Marrone y Guillermo Arrom. 
En 2005 vuelve a obtener un Premio Konex, esta vez el de Platino como mejor cantante de rock de la década en Argentina.
En 2008 publica el disco "El ángel". El sencillo que se desprendió fue "Pedro y Yo" con un videoclip grabado en blanco y negro por el director de cine Gabriel Grieco.

### Pájaros Volando
En 2010 apareció en la película de rock y humor de Néstor Montalbano, titulada Pájaros volando (protagonizada por Diego Capusotto y Luis Luque); en donde interpreta a Cristina, la artesana que vende tortas en la feria al lado de otras figuras del rock local como Miguel Cantilo, Héctor Starc, Miguel Zavaleta y David Lebon.
En 2014 publica el disco Primavera por un día; en donde graba una versión de «Adela en el Carrousel» de Charly García, el material audiovisual "en vivo" a cargo de Gabriel Grieco, brinda un homenaje al rock argentino en donde participan figuras como Fabiana Cantilo, Miguel Zavaleta, El Negro Carlos Garcia Lopez, entre otros.
Diez años después, en 2024, lanza el album doble Cazadora de Cielos con 29 canciones junto a Ricardo “Gafas” Maril e invitados como Fabián Gallardo, Guille Arrom, Jota Morelli y Chofi Faruolo.

## Bandas
A mediados de los '70, integró:

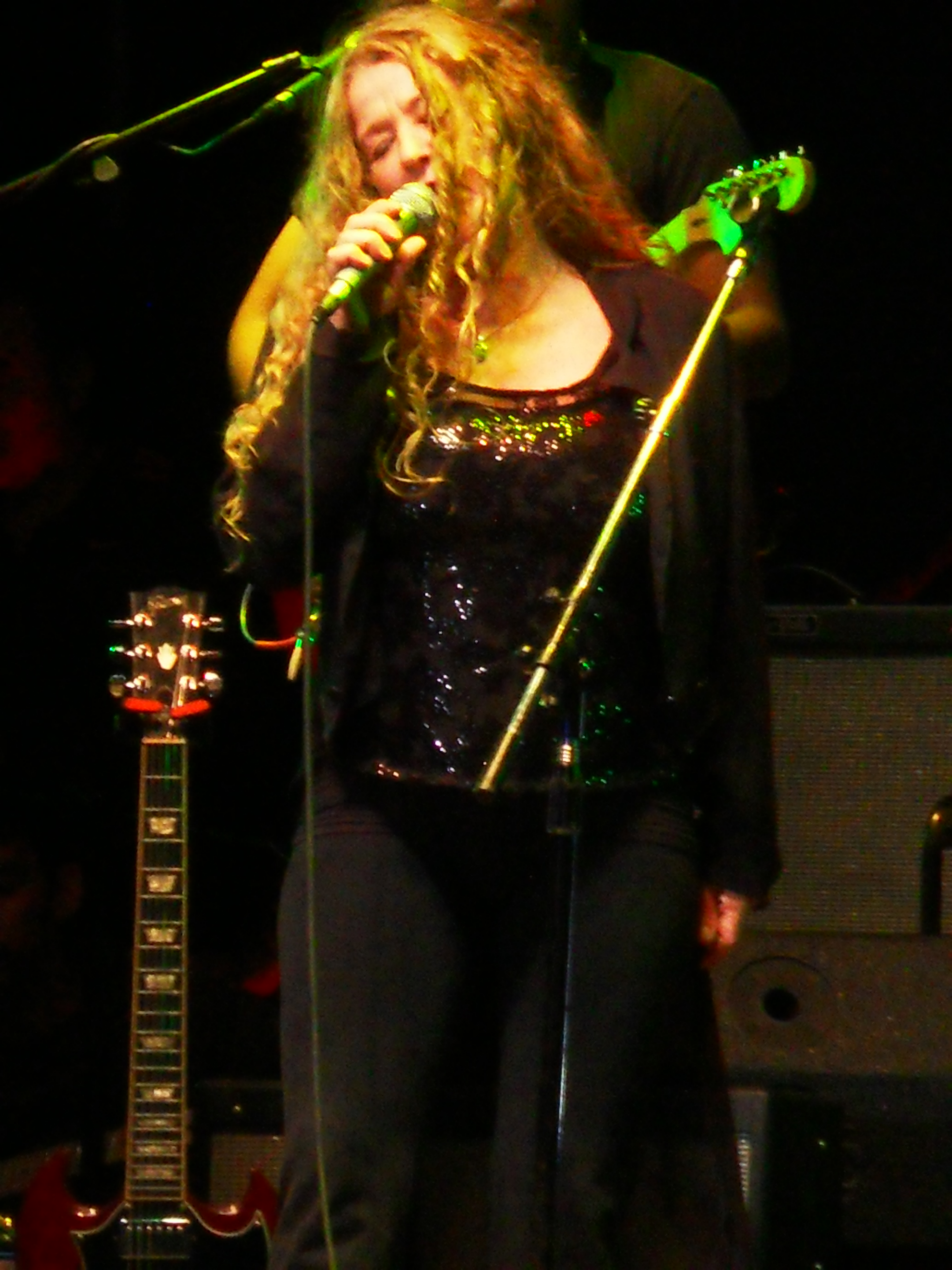
Imagen de Claudia Puyo en vivo en la ciudad de Mendoza, (15/12/2013).

- Ana Gris, cuando tenía 15 años, con Aníbal Forcada y Claudio Tripputi.
- Trigémino, con Jorge Minissale, Marco Pusineri, Juan Raffo y Eduardo Rodevielo.
- Tierra de Octubre.
- Románticos de Artane, junto a Tito Fargo –ex Los Redonditos de Ricota– (1988).

## Discografía
Álbumes solista
- 1985: Del Oeste - INTERDISC
- 1994: Cuando te vi partir - POLYGRAM DISCOS
- 2002: La Razón y la Tempestad - KADORNA RECORDS
- 2008: El Ángel - KADORNA RECORDS
- 2014: Primavera por un día - KADORNA RECORDS[10]
- 2024: Cazadora de Cielos - KADORNA RECORDS

## Sencillos y videoclips
- 1994: "Hundiéndome en la oscuridad"
- 2009: "Pedro y Yo"
- 2014: "Adela en el Carrousel"

Participaciones
- 1982: Suéter: La reserva moral de Occidente, de Suéter
- 1982: Festival B.A. Rock, doble LP del concierto.
- 1985: Gulp! de Patricio Rey y sus Redonditos de Ricota.
- 1992: El amor después del amor, Fito Paez.
- 1994: Circo Beat, Fito Paez.
- Hoy no es Ayer, con Alejandro Medina, y siguió participando en la grabación de discos.
- 1988: Aparato para Sordos, junto a Tito Fargo –ex Los Redonditos de Ricota.
- 1995: Sol en Cinco, de Fabiana Cantilo.
- 1995: Cablin, músicas para niños.
- 1995: Abriendo Fronteras, de Peteco Carabajal.
- 1997: Convocatoria II, Claudio Gabis.
- 1998: De Qué Se Ríen?, de Fabiana Cantilo.
- 1999: Grabó con Fabián Gallardo las voces de su tema Estoy Hablando de Ella.
- En Madrid, grabó como invitada en Rey Lui, Montana, Desperados y Lucrecia.
- 2007: Hija del rigor, de Fabiana Cantilo.
- 2009: Sexogenario, de Pajarito Zaguri.
- 2012: Desde la torre, de Patricia Sosa.
- 2013: Haarp, de Mustafunk.
- 2017: Cae el Sol, con Fabiana Cantilo y Daniela Herrero